# Vocabulaire du golf
Cet article présente une liste du vocabulaire technique utilisé en golf.
- Haut – A
- B
- C
- D
- E
- F
- G
- H
- I
- J
- K
- L
- M
- N
- O
- P
- Q
- R
- S
- T
- U
- V
- W
- X
- Y
- Z

## A
- Adresse : position du joueur avant de commencer son coup.
- Air shot : terme désignant le fait de rater la balle. Comme le joueur avait l'intention de jouer la balle, ce coup raté lui est compté.
- Albatros : trou joué 3 coups en dessous du par[1]. C'est également le nom donné au carnet de parcours.
- Alignement : position du joueur par rapport à la cible qui détermine la direction du coup.
- All square : se dit d'une égalité parfaite entre deux joueurs pendant une partie en match-play.
- Aller : désigne les neuf premiers trous du parcours (trous 1 à 9).
- Approche : coup court permettant d'envoyer sa balle sur le green[1].
- Autruche : trou joué 5 coups en dessous du par. Ce coup n'a jamais été réalisé.
- Avant green : c'est la partie du terrain la plus proche du green, ou l'herbe est coupée plus court que sur le fairway, mais moins que sur le green.
- All raven : c'est le dernier coup pour atteindre l'ultime trou.

## B
- Backspin : effet rétro donné à la balle de golf.
- Backswing : première partie du swing qui consiste à armer le Club par la rotation conjointe du bassin, des épaules, et des poignets.
- Back tee : départ reculé souvent marqué par des boules bleues pour les dames, blanches pour les hommes.
- Birdie : trou joué un coup sous le par. Le « Birdie putt » signifie que, si la balle tombe dans le trou à la suite de ce putt, le joueur enregistrera un birdie[1].
- Bogey : trou joué un coup au-dessus du par[1]. C'est aussi le nom donné à l'accessoire situé au fond du trou, qui maintient le drapeau.
- Bogey player : joueur dont le handicap se situe entre 18 (17.5) et 22 (22.4).
- Bois : club utilisé pour les coups longs[1].
- Brut : c'est le score absolu réalisé par le joueur, non ajusté de son handicap qui aboutira à son score net.
- Bunker : obstacle sablonneux placé sur les fairways à distance de retombée de drive ou bien devant ou derrière le green. Le fait de tomber dans un bunker pénalise le joueur en l'obligeant à jouer un coup plus difficile.

## C
- Caddie ou Cadet : personne qui en premier lieu porte le sac du joueur, mais est utilisé en tant que conseiller et soutien moral du golfeur.
- Carry : distance parcourue par le vol de la balle avant sa retombée.
- Chandelle : c'est une balle s'élevant très haut dans le ciel, en parcourant peu de distance.
- Chemin du club : sens et alignement de la tête de club par rapport à l'axe du corps du golfeur au moment de la frappe.
- Chip : coup roulé en approche de green[1].
- Clubs : outils du golfeur lui permettant de lancer sa balle. Le joueur n'a droit de se munir que de 14 clubs entre les bois, les fers, les wedges et le putter (voir ces mots) ; tout dépassement de ce nombre est sanctionné.
- Condor : trou joué 4 coups sous le par. Cette marque est extrêmement rare[2]
- Contre Par : formule de jeu de golf. Le score se décompte comme en Match-play mais le joueur joue contre le terrain et non contre un autre compétiteur. Pour gagner un trou, le joueur doit faire Par ou mieux. Le joueur qui a gagné le plus grand nombre de trous gagne la compétition. Il existe une variante du Contre Par : Contre Bogey. Il s'agit de la même chose que le Contre Par mais le joueur doit faire bogey ou mieux pour gagner.
- Cut : après les deux premiers tours d'un tournoi en stroke-play, un certain nombre de joueurs auront le droit de jouer le reste du tournoi en ayant une chance de remporter le championnat, à condition de n'avoir pas réalisé plus d'un certain nombre de coups par rapport au score du ou des leaders. Le cut fixe habituellement un nombre limité de joueurs (60 à 70), plus tous ceux arrivés (ex aequo) à cette place. Dans certains tournois, quiconque étant en dessous d'un nombre fixé de coups (par exemple 10) du leader est également inclus dans le cut. Ceux qui n'arrivent pas à se qualifier dans le cut ne touchent pas d'argent pour leur participation au tournoi.

## D
- Divot : touffe de gazon arrachée du sol après un coup de fer (appelé aussi escalope). Il convient de la remettre en place sur le fairway.
- Dog-leg : forme de fairway en courbe à gauche ou à droite qui a pour effet d’empêcher le joueur d'attaquer directement le green.
- Donné (ou coup donné) : uniquement autorisé en match-play ; se dit d'un coup qui finit tellement proche du trou qu'il ne reste pratiquement plus qu'à pousser la balle pour qu'elle tombe dedans. Contrairement à ce qu'on pourrait croire, si le joueur auquel le coup est donné est autorisé à ramasser sa balle sans la jouer, il doit cependant compter dans son score le coup qu'il est dispensé de jouer.
- Dormie : se dit en match-play lorsqu'un joueur mène d'autant de trous qu'il reste à jouer de telle sorte qu'il ne peut que gagner ou, au pire finir à égalité.
- Double-bogey : trou joué deux coups au-dessus du par[1].
- Down-swing : deuxième partie du swing qui consiste à redescendre le club pour contacter la balle.
- Drapeau : le trou est signalé sur le green par un drapeau planté en son milieu.
- Draw : effet volontaire imprimé à la trajectoire d'une balle qui part légèrement de la droite vers la gauche pour un joueur droitier, ou de la gauche vers la droite pour un gaucher.
- Drive : coup joué avec le "Driver" (ou Bois no 1), en général au départ d'un trou[1].
- Driver : c'est le Bois 1, club le plus long et le plus léger du sac, avec lequel sont réalisés les coups les plus longs[1].
- Dropper : fait consistant à remettre la balle en jeu en la laissant tomber à terre à bout de bras et à hauteur des genoux (avec pénalité : souvent après avoir perdu sa balle ou qu'elle soit tombée dans un obstacle d'eau - sans pénalité : en présence de certains obstacles inamovibles (tribunes de spectateurs ou tour de télévision par exemple).

## E
- Eagle : trou joué deux coups sous le par[1].
- Eau fortuite : eau résiduelle ne faisant pas partie d'un obstacle d'eau (flaque d'eau de pluie…). On peut alors se dropper sans coup de pénalité.
- Éclectique : c'est un type de jeu, où le joueur retient ses meilleurs scores sur chaque trou pendant une longue période. Les parties peuvent durer une saison entière.
- EDS : l'Extra Day Score est le score en stableford réalisé par un joueur en dehors d'une Qualifying Competition, sous réserve que les Handicap Conditions soient respectées.
- Étiquette : ensemble des usages régissant le respect des autres joueurs sur le parcours.

## F
- Face du club : c'est la partie de la tête du club, rainurée ou non, qui entre en contact avec la balle.
- Fade : effet volontaire imprimé à la trajectoire d'une balle qui part légèrement de la gauche vers la droite pour un joueur droitier, ou de la droite vers la gauche pour un gaucher.
- Fairway : zone herbeuse et bien tondue, séparant le départ du green.
- Fer : Club à tête métallique, dont l'ouverture varie du lob-wedge au fer 1[1].
- Fers courts : ce sont les sand-wedge, gap-wedge, lob-wedge, wedge, fer 9.
- Fers moyens : ce sont les fers 8, 7 et 6.
- Fers long : ce sont les fers 5, 4, 3, 2 et 1.
- Face fermée : se dit de la face du club ou du stance d'un joueur. Face du club : lorsque la face du club pointe vers la gauche de l'objectif. Stance d'un joueur : lorsque le corps est dirigé par la droite de l'objectif.
- Finish : troisième et dernière partie du swing lorsque le joueur a fini son mouvement.
- Foursome : partie de golf ou deux équipes de deux joueurs s'affrontent, chaque joueur d'une équipe jouant tour à tour la même balle.
- Free drop : action de dropper une balle sans coup de pénalité.

## G
- Grain : c'est le sens dans lequel pousse le gazon du fairway ou du green, et qui freinera ou accélérera le roulement de la balle.
- Green : surface gazonnée et tondue ras sur laquelle se trouve le trou et où l'on utilise exclusivement le putter.
- Green-fee : forfait dont le joueur doit s'acquitter pour avoir accès au parcours.
- Green keeper : terme désuet pour désigner l'intendant de terrain (responsable de l'entretien du parcours).
- Greensome : deux équipes de deux joueurs s'affrontent, après le drive chaque équipe choisit la meilleure balle, puis termine le trou en jouant à tour de rôle.
- Grip : lanière de cuir souple sur le haut du manche sur un club de golf[3].
- Grip baseball : manière de tenir le club, où les deux mains sont posées l'une en dessous de l'autre.
- Grip entrecroisée : manière de tenir le club, où le petit doigt de la main droite se coince.

## H
- Handicap : ancienne norme d'appréciation du niveau d'un joueur amateur aujourd'hui remplacée par l'index (voir ce mot).
- Honorable secrétaire : titre honorifique dont le rôle est défini par le club.
- Hook : Trajectoire de balle qui part dans l'axe de l'objectif et qui tourne, de façon souvent prononcée, à gauche en fin de vol pour un joueur droitier, à droite pour un gaucher. Contraire du hook : le slice (voir ce mot). À la différence du fade et du draw (voir ces mots), le hook et le slice sont fréquemment des effets involontaires.
- Hors-limites : terrain situé hors du parcours et délimité par des piquets blancs. Si la balle atterrit dans cette zone, le joueur reçoit un coup de pénalité et la balle doit être rejouée à l'endroit où elle se situait initialement.

## I
- Impact : décrit le contact de la face du club et de la balle.
- Injouable : balle qu'un joueur pense ne pas pouvoir jouer dans sa position actuelle.
- Index : niveau des joueurs amateurs (anciennement handicap). Le premier classement est 54, correspondant à un joueur capable de jouer 54 coups au-dessus du « par » sur un 18 trous (18 trous × 3 coups en plus du par). Un joueur d'index 0 (on dit qu'il est scratch) est censé jouer le nombre de coups du « par ». L'index permet, sur le principe du handicap, à un joueur moins bien classé de « recevoir » un nombre de coups destiné à niveler ses chances par rapport à un ou des joueurs mieux classés (voir au mot « brut »). L'index d'un joueur évolue en fonction des résultats obtenu lors des compétitions.
- Intendant de terrain : personne responsable de l'entretien du parcours et encadrant l'équipe de jardiniers.
- Insert : l'insert est composé d'un matériau synthétique qui apporte un touché plus dur ou plus doux à l'impact, notamment sur les putters.

## L
- Lie : position de la balle sur le sol, le lie va déterminer en général le choix du club pour le golfeur.
- Links : parcours de golf situé généralement en bord de mer et dans une zone dunaire. Par extension, se dit de types de parcours présentant de telles caractéristiques, même ailleurs que dans ces zones. voir aussi Catégorie:Links (golf)
- Lob : Coup de golf produisant une balle très haute, et roulant peu au contact avec le sol.
- Loft : mesure, en degrés, de l'angle d'une face de club par rapport à une face verticale.

## M
- Manche ou shaft : partie du club reliant la face au grip.
- Match play : partie de golf opposant deux joueurs ou deux équipes. Le meilleur score sur un trou gagne le trou, celui qui gagne le plus de trous gagne la partie.
- Mort-subite : dénouement pour départager deux ou plusieurs vainqueurs ex aequo à l'issue d'un tournoi. Le jeu se poursuit sur un ou des trous déterminés à l'avance jusqu'à ce que le dernier des ex aequo ait battu tous les autres (par éliminations successives s'ils sont plus de deux).
- Mulligan : possibilité de rejouer au trou numéro 1 le drive de départ sans point de pénalité, si celui-ci était jugé médiocre. Ne s'applique pas aux compétitions professionnelles ni officielles mais seulement aux parties amicales.
- Mulligan flottant : possibilité de rejouer, une seule fois sur le parcours, le coup de son choix.

## N
- Net : score brut du golfeur, moins son handicap.
- Nibblick : nibblick est un terme de golf qui n'est plus utilisé actuellement. C'était l'ancien nom donné au fer 8 et 9.
- Noyau : le noyau est la partie principale d'une balle de golf.

## P
- Par : nombre de coups théorique fixé pour un trou (ou un parcours) ; le par d'un trou (généralement 3, 4 ou 5) dépend de sa longueur ; le par d'un parcours est égal à la somme des pars des trous du parcours ; la plupart des parcours ont un par compris entre 70 et 73[1].
- Pénalités : nombre de coups déterminé par les règles de golf que le joueur doit ajouter à son score en cas de faute.
- Play-off : si deux ou plusieurs joueurs se trouvent en tête à égalité à l'issue d'un tournoi, un « duel » est organisé entre eux immédiatement jusqu'à ce qu'ils se départagent sur un trou, deux trous ou plus. Selon les tournois et leurs règles spécifiques, ce play-off peut se disputer soit le lendemain sur un nouveau parcours de 18 trous (très exceptionnellement), soit à présent presque toujours immédiatement en « mort-subite » (en anglais sudden-death).
- Pitch and putt : se dit d'une aire d'entraînement aux approches à proximité d'un green depuis l'extérieur de celui-ci ou depuis un bunker suivi d'un seul putt jusqu'au trou. Par analogie, se dit de l'action elle-même au cours d'un tournoi ou d'une partie. Voir plus généralement pitch and putt.
- Pluggée : se dit d'une balle qui est enfoncée dans le sol (par exemple une balle enfoncée dans le sable d'un bunker).
- Practice : aire d'entraînement constituée de boxes fermés ou ouverts et fixes où l'on frappe des balles d'entrainement, non autorisées sur le parcours, sans aller les chercher[1].
- Pro : abréviation du diminutif pour professionnel (homme).
- Pro shop : boutique de golf attenante au club de golf, souvent tenue par un Pro (voir ce mot).
- Pull : Trajectoire de balle qui part à gauche de l'axe de jeu pour un joueur droitier, à droite pour un gaucher.
- Push : trajectoire de balle qui part à droite de l'axe de jeu pour un joueur droitier, à gauche pour un gaucher.
- Putt : coup exécuté sur ou très proche du Green en faisant rouler la balle[1].
- Putter : club pour exécuter les putts[1].
- Putting-green : green d'entraînement où, à la différence du practice, on peut utiliser des balles de parcours[1].

## R
- Recovery : c'est un coup réussi, réalisé en général d'une partie accidentée ou difficile du parcours.
- Regulation : un green est dit atteint en régulation lorsque le golfeur a la possibilité de tenter deux putts pour réaliser le par. Ainsi, sur un par 3, le green est en régulation s'il est atteint sur le premier coup. Pour un par 4, il est dit en régulation s'il est atteint après le premier ou le deuxième coup.
- Retour : désigne les neuf derniers trous du parcours (trous 10 à 18).
- (Coup) Roulé : action de projeter la balle en la maintenant basse, la faisant rouler jusqu'au trou.
- Rough : partie du parcours de golf longeant les trous et placée sur les côtés du fairway. L'herbe y est plus haute.

## S
- Score : nombre de coups joués pour réaliser un parcours.
- Scratch : se dit d'un joueur jouant habituellement un parcours dans le Par.
- Scratch score : indicateur objectif de la difficulté d'un parcours pour un joueur scratch (joueur dont l'index est égal à zéro (ou voisin de zéro) ; plus le différentiel entre le scratch score et le par est élevé, plus le parcours est difficile.
- Shaft : on appelle Shaft le manche d'un club.
- Side-spin : effet rétro et latéral donné à la balle de golf et, généralement en exploitant au mieux les déclivités du green.
- Slice : trajectoire de balle qui part dans l'axe de l'objectif et qui tourne, de façon souvent prononcée, à droite en fin de vol pour un joueur droitier, à gauche pour un gaucher. Contraire du slice : le hook (voir ce mot). À la différence du fade et du draw (voir ces mots), le slice et le hook sont fréquemment des effets involontaires.
- Slope : indicateur complémentaire au Scratch score évaluant la difficulté relative d'un parcours pour un joueur bogey (joueur dont l'index est égal ou voisin de 18) ; le slope permet de calculer un scratch corrigé (à partir du scratch score de base) pour un joueur dont l'index est différent de zéro.
- Snapp : Hook très prononcé à cause d'un coup d'épaule pendant le swing[4].
- Socket : action de frapper une balle avec le bas du manche du club, qui produit des coups partant pratiquement à angle droit, voire sur la gauche du joueur.
- Spin : effet produit par la frappe sur la rotation de la balle. Quatre principaux types d'effet peuvent être recherchés : le top-spin consiste à faire tourner la balle vers l'avant, le back-spin consiste à faire tourner la balle vers l'arrière, le side-spin consiste à faire tourner la balle latéralement en sens horaire ou anti-horaire.
- Splash : fait d'envoyer une balle dans un obstacle, mare, étang ou bunker.
- Square : position de la tête du club qui doit être à l'équerre par rapport à l'objectif à atteindre.
- Stableford : formule de jeu où chaque trou rapporte un nombre variable de points selon la difficulté du trou et le handicap (l'index) du joueur. Marquer 36 points équivaut à jouer son handicap ou son index. Du nom du docteur Stableford.
- Stance ou (Set-up) : position initiale du joueur au moment de l'adresse.
- Stimpmeter ou Greenvite : règle en bois ou en aluminium permettant d'évaluer la vitesse moyenne de roulement d'une balle de golf sur un green.
- Stroke Play : formule de jeu dans laquelle le gagnant est le joueur réalisant le parcours avec le score le plus bas.
- Sway : déplacement du corps à droite (pour un droitier) de l'axe de pivot pendant le Backswing.
- Sweet spot : zone de contact optimal sur la tête du club, plus ou moins étendue en fonction de la tolérance du club.
- Swing : mouvement effectué par le joueur avec son club pour frapper la balle.

## T
- Talon : extrémité de la face du club la plus proche du joueur et d'où monte le manche.
- Tee : petit support de bois ou de plastique sur lequel se pose la balle, et que les joueurs peuvent utiliser au départ de chaque trou. Par extension, peut aussi désigner l'aire de départ de chaque trou où l'on peut l'utiliser.
- Tee shot : premier coup d'un trou, réalisé depuis l'aire de départ. Équivalent de Mise en jeu.
- Timing : c'est le rythme du coup de golf, qui crée un mouvement coordonné et harmonieux.
- Tolérance : se dit d'un club de golf quand celui-ci est capable de reproduire une trajectoire optimale de la balle même si le swing n'a pas été parfait.
- Top : se dit d'un coup tapé avec la partie basse de la tête du club sur la partie haute de la balle. En résulte une trajectoire de balle très basse et mal contrôlée.
- Trajectoire :
  - Draw trajectoire de balle décrivant une courbe légère de la droite vers la gauche.
  - Fade trajectoire de balle décrivant une courbe légère de la gauche vers la droite.
  - Pull balle qui part droite à gauche de la cible.
  - Pull-Hook balle qui part à gauche de la cible, avec une trajectoire droite, gauche.
  - Pull-Slice balle qui part à gauche de la cible, avec une trajectoire gauche, droite.
  - Push balle qui part droite à droite de la cible.
  - Push-Hook balle qui part à droite de la cible, avec une trajectoire droite, gauche.
  - Push-Slice balle qui part à droite de la cible, avec une trajectoire gauche, droite.
- Triple-bogey : trou joué trois coups au-dessus du par.
- Trou en un : fait de rentrer sa balle en un seul coup. Équivalent des expressions en anglais ace et hole in one.